# Polikuška
Polikuška (in russo: Поликушка) è un film del 1922 diretto da Aleksandr Sanin.
Il film è basato su un racconto di Lev Tolstoj.

## Trama
Un contadino di nome Polikuška (vezzeggiativo di Polikej) è buono e socievole, ma debole di carattere. La sua estrema povertà, alimentata anche dal vizio di bere, lo mette ai margini della società. Una possibilità di riscatto gli si presenta quando riceve l'incarico di ritirare una grossa somma di danaro per conto della signora del suo villaggio, ma, pur mettendocela tutta, si addormenta e perde i soldi che gli sono stati affidati. Dopo questo fallimento, la sua vita finisce in modo tragico.

## Produzione
Nel film fa il suo esordio cinematografico il celebre attore del Teatro d'Arte di Mosca Ivan Moskvin, che ha dovuto adattare il suo stile di recitazione alle esigenze cinematografiche.
Il film è muto, girato in bianco e nero. La produzione era resa difficile dalla mancanza di pellicola e quindi dalla necessità di non girare due volte la stessa scena. In una delle scene, durante le prove, gli attori hanno mangiato tutto il pane che doveva servire come oggetto di scena. Nell'impossibilità di reperire altro pane, la troupe ha dovuto aspettare fino alla prossima distribuzione del pane razionato.
Completato nel 1919, non poteva uscire sugli schermi a causa della Guerra civile. La prima proiezione pubblica si è tenuta il 2 ottobre del 1922.